# Treyden (Adelsgeschlecht)

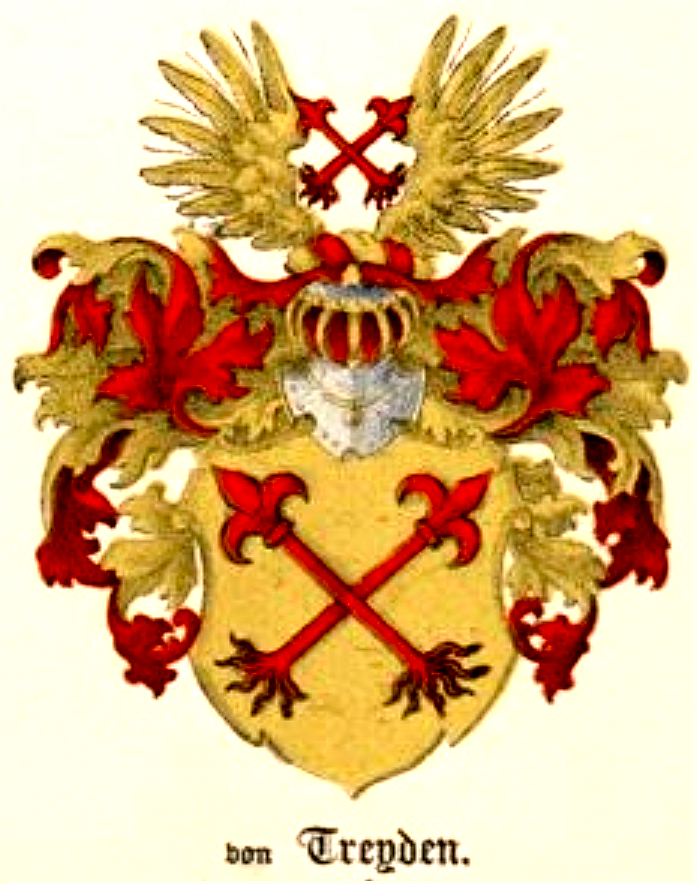
Wappen derer von Treyden

Treyden, auch Treiden, ursprünglich Thoreyda nach der gleichnamigen Festung Turaida in Livland, ist der Name eines erloschenen baltischen Uradelsgeschlechts.

## Geschichte
Der Ursprung der Treyden ist unbekannt. Gemeinhin wird davon ausgegangen, dass es sich um ritterbürtige Burgmannen handelte, gleich den Salis, mit denen sie auch das gleiche Wappenführten. Es wird weiterhin vermutet, dass beide Geschlechter untereinander sowie mit den Mayguthe, Junge, und Ohal, welche ebenfalls ein identisches Wappen führten, stammverwandt waren.
Das Geschlecht erscheint jedenfalls zuerst im März 1257 mit den Brüdern Hinricus et Thidericus fratres de Thoreyda als Vasallen des Bischofs von Riga.
Schön früh konnten die Treyden bedeutende Ämter besetzten und zählten zu den angeseheneren Geschlechtern Alt-Livlands.

## Estland
Ob der 1344 als königlich dänischer Vasall genannten Bernhard Thoreyde zur Familie gehörte, ist lediglich anzunehmen. 1410 war Hinrik Treyden Beisitzer des Komtur Friedrich von Welda in Reval. Bereits 1409 verkaufte Claus Treyden, Hinkes Sohn, seinem Vetter Claus Treyden, Claus Sohn das Gut Allo mit den Höfen Sicklecht, Kergefer, Nychtko und Usekallo. Letzterer verkaufte den Besitz bereits 1411 weiter. 1417 waren Heinrich Treyden († vor 1438) und 1423 bis 1427 Hans Treyden († vor 1429) Mannrichter in Harrien. 1443 war Hans Treyden Beisitzer im Harrischen Manngericht und Beisitzer in Nappel. Hans Treyden, Jürgens Sohn verkaufte 1492 das Dorf Myle und im selben Jahr erwarb Claus Treyden das Gut Mecks.
Christoph von Treyden († nach 1599), Erbherr auf Riesenberg, das ihm seine Frau Elisabeth von Fahrensbach zutrug, wurde von den Schweden hingerichtet, nachdem man ihn wegen einer Konspiration zugunsten König Sigismunds III. von Polen verurteilte. Riesenberg wurde erst kassiert, seiner Witwe jedoch 1612 zurück übertragen. Eine Tochter brachte das Gut 1641 dem estländischen Landrat Otto Wilhelm von Taube († nach 1663) mit in die Ehe.
In Estland besaßen die Treyden im 16. Jahrhundert auch  Sompäh, Samm, Kornall und Hallinap. Im 17. Jahrhundert hat die Familie in Estland ihren Ausgang gefunden.

## Oesel
Die gesicherte Stammlienie der Linie der Treyden in Oesel beginnt mit Hans Treyden (†), Erbherr auf Hüers, Koik und Saltack. Von seinen drei Söhnen stiftete der mittlere, Rotger Treyden († 1583) die Kurländische Linie, sein jüngster  Sohn Godert Treyden († vor 1619), Erbherr auf Hüers setzte sie Linie in Oesel fort. Dessen Sohn Claus von Treyden († nach 1653) war estländischer Landrat und Erbherr auf Hüers, Orrisaar, Saltack. Sein älterer Sohn Otto Ernst von Treyden († nach 1674) stiftete einen livländischen Zweig zu Herrenhof, der jüngere Sohn Claus von Treyden († vor 1698), war königlich schwedischer Rittmeister und Erbherr auf  Orrisaar und Saltack setzte sie Linie in Oesel fort. Mit seinem Sohn Otto Ernst von Treyden († vor 1717), ebenfalls Rittmeister, ist der Mannesstamm der Linie auf Qesel jedoch erloschen. Letzterer hatte zwei Töchter, die beide mit schwedischen Offizieren vermählt um die Mitte des 18. Jahrhunderts verstarben.
Die Treyden besaßen in Oesel weiterhin die Güter Jöör, Karridahl sowie Ruttjall und waren bei der Oeselschen Ritterschaft (Nr. 98) immatrikuliert.

## Livland
Ruprecht von Treyden († vor 1601), erhielt vom schwedischen König Carl IX. Somel verlehnt, das ihm zuvor seine Frau, eine von Brackel, zugetragen hatte. Sein Sohn Robert muss vor ihm gestorben sein, denn das Gut vererbte sich über dessen Schwester Anna Maria an Gerhard von Lode.
Aus Oesel wurde Otto Ernst von Treyden zu Herrenhof in Livland besitzlich. Sein Sohn Karl Gustav von Treyden († 1734) war königlich schwedischer Major. Seine Witwe, Christina Helena von Wolffeldt (* 1680; † 1746), verkaufte gut Herrenhof 1745 an Major Gustav Wilhelm von Taube. Die einzige mutmaßliche Tochter, Gertruda Dorothea († 1751), verehelichte Johann Gustav Kohl beschloss diesen Zweig.
In Livland hatte die Familie im 16. und 17. Jahrhundert Ruthern, Udenküll und Wichmannshof besessen.

## Kurland
Rotger Treyden Erbherr auf Hüers, Sohn des Hans auf Saltack kaufte 1583 den Hof Dserwen in Kurland. Die von ihm gestiftete Kurländische Linie hat mit Levin von Treyden († 1698), Erbherr auf Dserwen ihren Ausgang gefunden. Dennoch wurden die kurländischen Treyden im Jahre 1841 nachträglich laut Kirchspielbeschlüssen bei der Regulierung der Ritterbank, in die Kurländischen Ritterschaft (Nr. 159) aufgenommen.
In Kurland besaßen die Treyden auch die Güter Eckau, Grabsten, Nowadland, Sillen und Sintern.
Es besteht keine nachgewiesene Stammesverwandtschaft zu den kurländischen Trotta genannt Treyden, die bis ins 16. Jahrhundert ebenfalls Treyden hießen, jedoch ein anderes Wappen führten und deren lebende, nicht dem Adel zuzurechnende Nachfahren sich wieder von Treyden nennen.

## Wappen
Das Stammwappen zeigt in Gold zwei rote, gekreuzte und entwurzelte Lilien. Auf dem Helm mit rot-goldenem Wulst und rot-goldenen Decken die Lilien zwischen einem goldenen Flug.